# Різнолистник
Різнолистник (Heterophyllium) — рід мохів родини Sematophyllaceae.
Рід має майже космополітичне поширення.
Види:
- Heterophyllium acunae Thériot, 1941
- Heterophyllium adscendens (Lindb.) Broth.